# Triodonta lusitanica
Triodonta lusitanica é uma espécie de insetos coleópteros polífagos pertencente à família Melolonthidae.
A autoridade científica da espécie é Brenske, tendo sido descrita no ano de 1894.
Trata-se de uma espécie presente no território português.